# Капрэ Аженский
Капрэ Аженский (фр. Capres d'Agen; казнён в 303) — отшельник, мученик, епископ Аженский, святой Католической церкви, память 20 октября.

## Биография
Святой Капрэ родился в Ажене. Он был умучен при Диоклетиане, проконсулом Дацианом, в то же время, что и св. Фе и иные христиане. В Ажене имеется кафедральный собор, освящённый в честь святого.
Св. Капрэ из Ажена не надо путать со св. Капрэ (иначе — Капрасием) Леринским.